# The Crown (Islington)

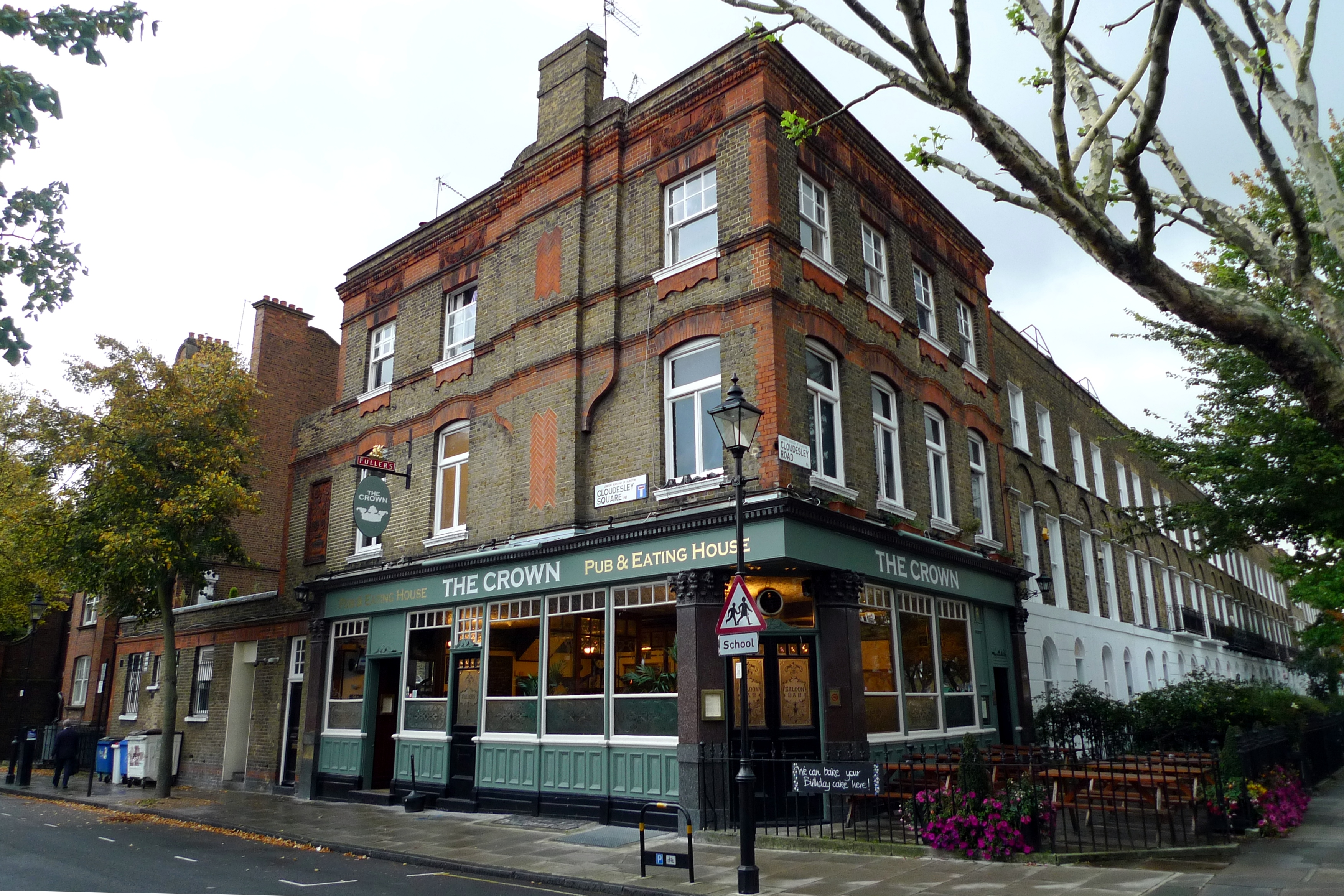
The Crown

The Crown é um estabelecimento público (pub) listado como Grau II no 116 Cloudesley Road, Islington, em Londres.
Foi construído no final do século XIX.